# Каталине
Ката́лине — село в Україні, у Куцурубській сільській громаді Миколаївського району Миколаївської області. Населення становить 138 осіб.

## Населення

### Мова
Розподіл населення за рідною мовою за даними перепису 2001 року:
| Мова       | Кількість | Відсоток |
| ---------- | --------- | -------- |
| українська | 122       | 88.41%   |
| російська  | 16        | 11.59%   |
| Усього     | 138       | 100%     |